# Чај ненеси
Чај ненеси (старотурски: 𐰲𐰴𐰀𐰃: 𐰤𐰤𐰾𐰃), назив је који се примењује на турске духове воде, обично оне са потока. Они су одговорни за усисавање људи у мочваре и језера, као и за убијање животиња које стоје у близини мирних вода.
Описана је као бела гола жена рашчупане косе и познато је да узнемирава људе и доноси несрећу пијаницама. У већини верзија, Чај ненеси је узнемирено биће повезано са "нечистом силом". Обично излази ноћу из воде како би се попела на дрво и певала песме или седела на доку и чешљала се.

## Суседне културе
Исто створење важно је у митологији народа Коми. Наводно живи у реци Кама и често одлази на обалу да се почешља. Сви који је виде ускоро ће се утопити или умрети из неког другог разлога.
У словенској митологији њено име је Русалка. Русалка је женски дух, водена нимфа, сукуба или демон налик сирени који је боравио на воденом путу. Иако им у неким верзијама мита очи сјаје попут зелене ватре, друге их описују с изразито бледом и прозирном кожом и без видљивих зеница. Коса јој је понекад приказана као зелена или златна, а често и стално мокра. Русалка није могла дуго да живи на сувом, али је са чешљем увек била безбедна, јер јој је давала моћ да дочара воду када јој је потребна. Према неким легендама, ако се русалкина коса осуши, она ће умрети.